# Campeonato Regional de Castelo Branco
O Campeonato Regional de Castelo Branco foi uma competição de futebol portuguesa organizada pela Associação de Futebol de Castelo Branco. Era a competição que elegia oficialmente o campeão de futebol do Distrito de Castelo Branco, a primeira edição foi na época de 1936–37 e a última na época de 1946–47. O maior e único vencedor é o SC Covilhã com 11 títulos.

## Vencedores

### Por época
| Época   | Vencedor   |
| ------- | ---------- |
| 1946–47 | SC Covilhã |
| 1945–46 | SC Covilhã |
| 1944–45 | SC Covilhã |
| 1943–44 | SC Covilhã |
| 1942–43 | SC Covilhã |
| 1941–42 | SC Covilhã |
| 1940–41 | SC Covilhã |
| 1939–40 | SC Covilhã |
| 1938–39 | SC Covilhã |
| 1937–38 | SC Covilhã |
| 1936–37 | SC Covilhã |

### Por clube
| Clube      | Venceu | Época(s)                                                                                           |
| ---------- | ------ | -------------------------------------------------------------------------------------------------- |
| SC Covilhã | 11     | 1936–37, 1937–38, 1938–39, 1939–40, 1940–41, 1941–42, 1942–43, 1943–44, 1944–45, 1945–46 e 1946–47 |

Ref.: